# Kazimiera Ziemięcka

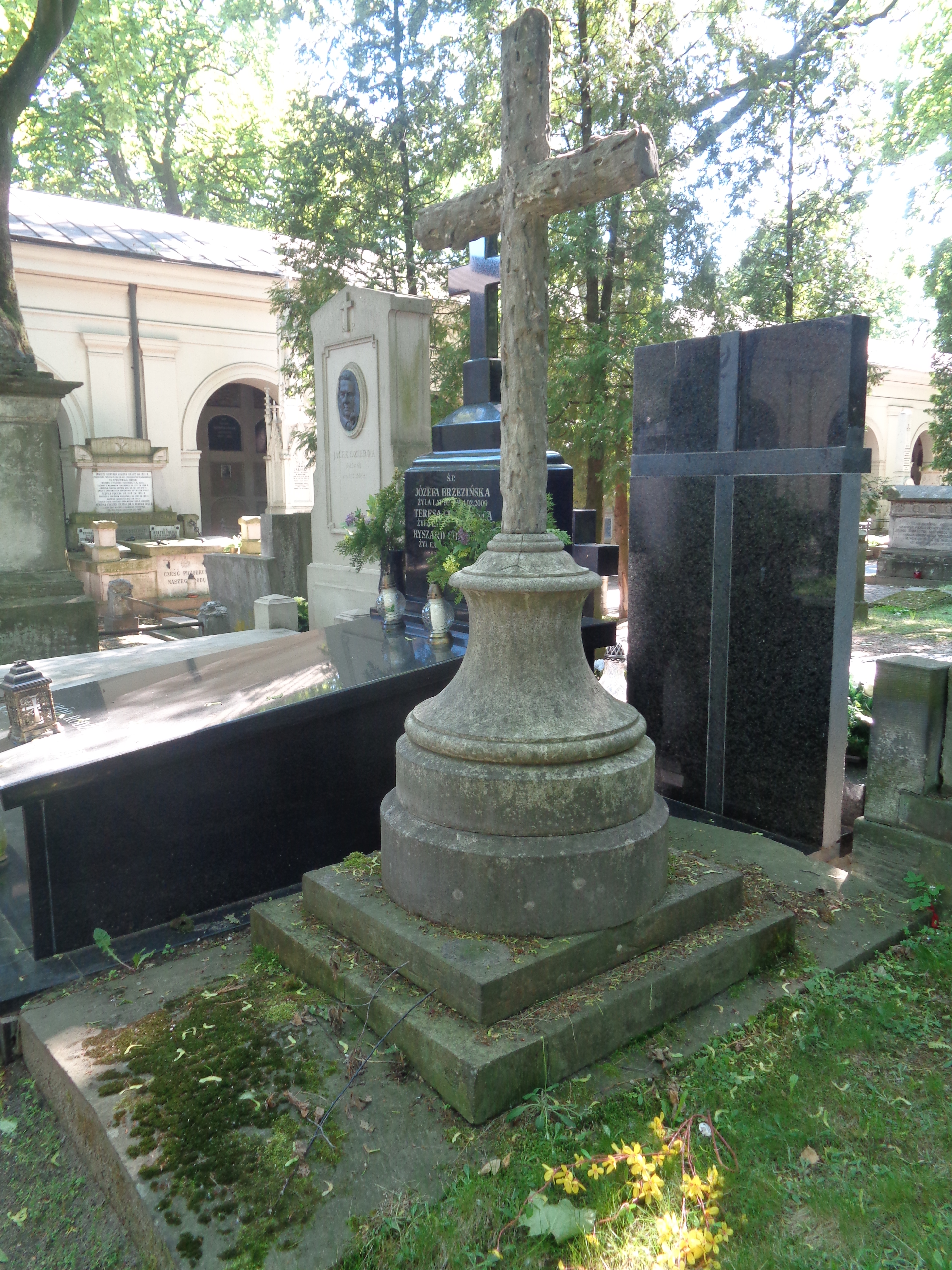
Nagrobek Kazimiery Ziemięckiej na Cmentarzu Powązkowskim

Kazimiera Ziemięcka z Jaczewskich herbu Leliwa ps. "Jadwiga" (ur. 2 marca 1820 w Pniewniku - zm. 24 czerwca 1873 w Warszawie) - działaczka patriotyczna, oświatowa i kobieca.
Urodziła się w rodzinie ziemiańskiej, córka Adama (1775-1835) i Joanny z Dłużewskich. W 1839 wyszła za mąż za Wojciecha Ziemięckiego (1815-1848), początkowo urzędnika a następnie dzierżawcę niewielkiego majątku Piórowa Wola w pow. włocławskim. Położony przy granicy Królestwa Polskiego ich dom stał się schronieniem dla przekraczających nielegalnie granicę konspiratorów, a także punktem przerzutowym dla nielegalnej literatury patriotycznej przewożonej z Poznańskiego. Związana z kręgiem Entuzjastek, zaangażowana była w pomoc dla więźniów politycznych. W 1846 zostali aresztowani i osadzeni w X Pawilonie cytadeli warszawskiej. Kazimiera uwięziona za kontakty z emisariuszem Władysławem Dzwonkowskim została zwolniona decyzją komisji śledczej zatwierdzoną przez namiestnika Królestwa Polskiego  we wrześniu 1846 pod nadzór policji „ze względu na szczerą skruchę”. Jej mąż w listopadzie 1846 został skazany na 6 miesięcy pobytu w twierdzy w Zamościu, a następnie oddany pod ścisły nadzór policji w miejscu zamieszkania. Po śmierci męża w 1848 przeniosła się do Warszawy i kontynuowała dotychczasową działalność. W 1849 ponownie ją aresztowano i osadzono w warszawskim klasztorze wizytek a następnie w klasztorze w Imbramowicach. Decyzją komisji śledczej zatwierdzoną przez namiestnika została wysłana do krewnych w Kałuszynie, gdzie roztoczono nad nią nadzór policji. Od 1850, po powrocie do Warszawy pracowała jako nauczycielka prywatna. Podczas manifestacji patriotyczno-religijnych przed wybuchem powstania styczniowego zaangażowana w zbieranie składek na rzecz poszkodowanych w wypadkach 1861. Po powstaniu prowadziła działalność oświatową wśród ludności wiejskiej, m.in. w Lubelskiem. Przyjaźniła się z prof. Uniwersytetu Warszawskiego Ignacym Baranowskim (1833-1919) i jego żoną Julią z Bąkowskich. Pochowana wraz z mężem na Starych Powązkach.
Narcyza Żmichowska tak ją scharakteryzowała we Wstępnym Obrazku w "Pogance": Jadwiga rzuciła się nawet wprost przeciwny poezji zawód; spiżarnią i krosienkami centralne kółko życia swego obwiedła, sama siebie nazywała bardzo praktyczną kobietą, i prawie była nią nawet. — Wewnętrzna zato jej duszy historja rozwijała się oderwanemi rzutami szalonych pragnień, zachwytów, zniechęceń i uwielbień. Sprzeczność tła takiego z rysami głównych niby figurek osobliwszą też tworzyła mięszaninę. Coś nakształt gorących włoskiego nieba obłoków, pod któremi by malarz wyobraził śniegi północy i kwitnącą pomarańczę. Żmudzina w kożuchu i klęczące przy kapliczce Neapolitanki. Napozór życie Jadwigi płynęło cicho, jednostajnie, gospodarsko; kto mu się zbliska przypatrzył, ten widział dopiero całą dramatyczność jego, chociaż w kształty wypadków objętą nie była, ten czuć musiał całą lirykę, choć mu jej słowa nigdy nie wypowiedziały. Jadwiga dla każdej piękności, dla każdego wrażenia miała struny od serca do mózgu przeciągnięte, i te struny pod każdem dotknięciem dźwięczały najcudowniejszemi tonami uczucia i wyobraźni, ale dla niej samej, w zamknięciu głębokiem dźwięczały. Czasem uroda kobiety zajęła ją tak żywo, jak oczarowanego kochanka, po całych godzinach słuchała mile brzmiącego głosu, patrzyła w czarne lub błękitne oczy, układała sploty jasnych lub ciemnych warkoczy. — Przez jedną zimę szalenie lubiła tańce, potem kwiaty, potem muzykę, upodobania jej wyrównywały w sile i zmienności namiętnościom innych kobiet, tylko że Jadwidze z upodobań jej przybywało ciągle władz i pojęć nowych, a innym kobietom z namiętności, życia i prawdy ubywa. Jadwiga w kochanych swoich kochała zawsze pierwszą chwilę własnego pociągu, sympatję swoją, lecz jednocześnie dla sprawiedliwości swych pojęć musiała w nich stworzyć jakąś doskonałość. — Wiele było takich ludzi, od których wstręt nieprzezwyciężony ją dzielił, na mierność nie miała żadnego uczucia, w teraźniejszości często bardzo okropne spotykały ją zawody, lecz przeszłość odgadywała tak bystrem i trafnem wnioskowaniem, jakgdyby historja najodleglejszych wieków jej własne zawierała wspomnienia, a z przyszłością tak ścisły poświęcenia i zapału stosunek ją łączył, że nieraz jej nadzieje mogły się darem proroctwa wydawać. — Niespokojna, natchniona, z entuzjazmu w utrudzenie się przerzucająca, z utrudzenia w wątpliwość, a potem znowu jedną chwilą zachwytu, jednem promieniem piękna orzeźwiona, a zawsze przez pośpiech i przez zmęczenie swoje ku najwyższości dobrego biegnąca, a zawsze w chwilach rozpaczy i szczęścia, z niewidzialnym tajemnym Bogiem ideału w piersiach swoich, czyż Jadwiga nie była prawdziwą poetką? Oh! ja wam ręczę, że była, tylko nie wszyscy ją odgadli, bo to mało mówiąca, kamiennego nazewnątrz ułożenia kobieta, ledwie że czasem, czasem płomiennem jakiem spojrzeniem dusza jej szczerze przez oczy mignęła,